# Maramonte

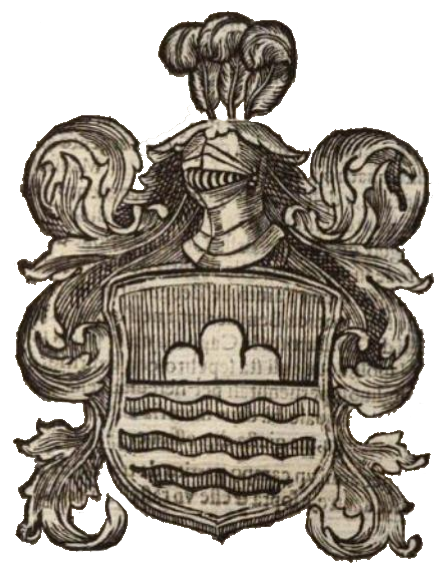
Lo stemma della famiglia Maramonte

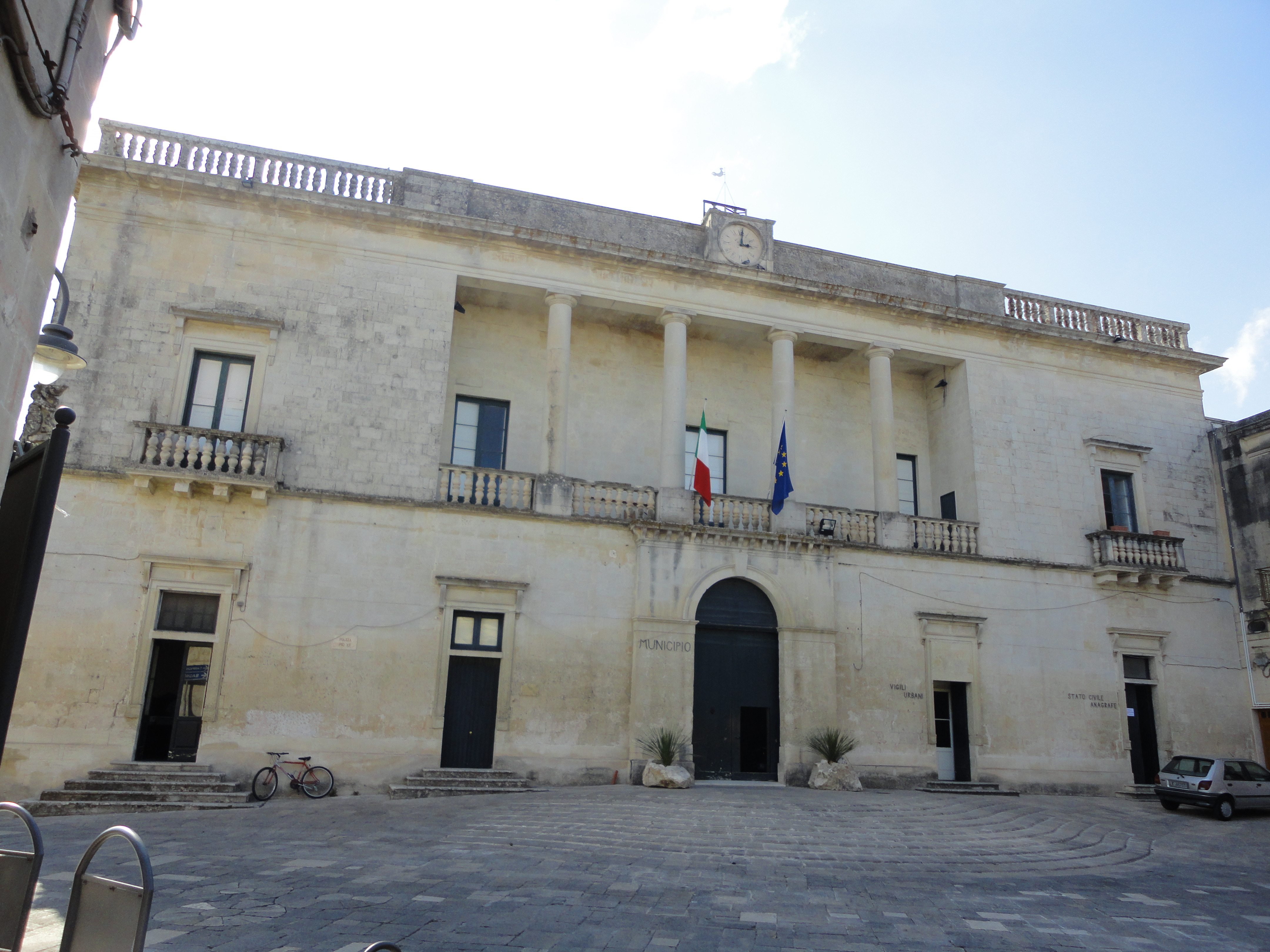
Palazzo Maramonte di Cursi

I Maramonte (anche de Maramonte, Maremonte, Maramonti, Mauromonte o Moramonte) di Lecce, estinti nel 1854, erano una nobile famiglia probabilmente originaria di Maramont in Artois nell'odierna Francia che, fin dai tempi di Federico II di Svevia aveva feudi in Terra d'Otranto e in altri parti del regno, come nella provincia di Chieti in Abruzzo Citra e nel contado di Molise.
La famiglia Maramonte ha fatto parte delle protagoniste delle vicende di Terra d'Otranto. Inizialmente cavalieri, divennero feudatari e "famigli" di sovrani.
Tra i loro feudi si possono elencare: "Tuglio, Vinchiaturo, Rodda de l'aspro, Curse, Spineto, Minerbino, Butrugno, Casamasella, Castrignano, San Marco, San Nicola, Atissa, Specchia, Pogiardo, Cotrofiano, Cuma, Campie, Santa Maria de Noui & infinite altre terre."
Dalla numerazioni dei fuochi (fuoco = nucleo familiare) del 1508 si evince che membri della famiglia Maramonte abitavano a Lecce nel quartiere denominato Portaggio di San Martino; un Antonio nell'isola di San Demetrio e un Belisario nell'isola di San Salvatore. Tra il 1757 e il 1760 i Maramonti abitavano "dove sono i Palazzi Chillino già Maramonte e Ruggieri già Giugni in via Principi di Savoia, N. 67".

## Stemma
Lo stemma della famiglia Maramonte è d'azzurro,  a tre fasce ondate d'argento; col capo cucito del campo e caricato di un monte di tre cime d'oro.

## Periodo normanno
Le prime notizie della famiglia Maramonte in Italia si hanno dai tempi di Tancredi d'Altavilla, conte di Lecce dal 1141 al 1189, quando Tarquinio Maramonte fu "Cavaliere e prode presso Tancredi".

## Periodo Hohenstaufen

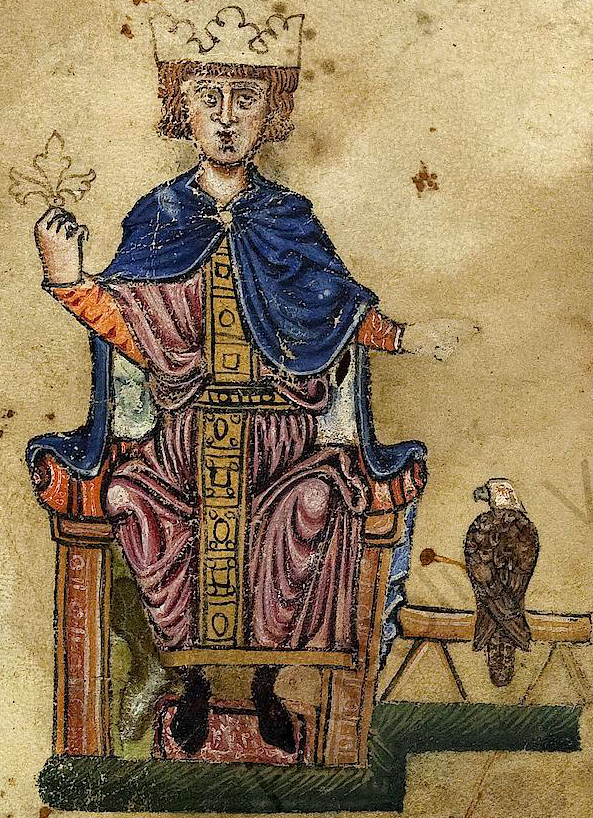
Ritratto di Federico II con il falco dal suo trattato De arte venandi cum avibus

Nel 1239, durante il regno di Federico II di Svevia, viene citato "Maramőte di Maramőte" come barone e giustiziero della provincia di Terra d'Otranto.
Nel 1257, durante il regno di Corrado di Hohenstaufen, re di Sicilia dal 1254 al 1258, troviamo Tommasso Maramonte che possedeva tra l'altro "lo Spineto, le Celle, e la metà di Colle d'Anchise nel Contado di Molise" con il titolo di principe.
Nel 1258 durante la visita a Bari dell'imperatore di Costantinopoli Baldovino de Courtenay, Manfredi di Hohenstaufen, re di Sicilia dal 10 agosto 1258 al 26 febbraio 1266, organizzò una giostra nel giorno di San Bartolomeo (24 agosto 1258). Vincitore fu Orlando Maramonte il quale ricevette la "collana d'oro con l'aquila e il rubino".

## Periodo Angiò
Sotto Carlo I d'Angiò, re di Sicilia dal 1266 al 1285, "Roggiero" I Maramonte ebbe i feudi di Spigno, San Marco e San Nicola con il titolo di Signore. Roggiero era sposato con Margherita, che portò in dote "Castrignano, Pluzano e Curla di Minorbino". Roggiero ebbe due figli legittimi (Filippo e Roberto) e tre figli naturali (Roggiero II, Simone e Adimaro).
Filippo fu armato cavaliere di Carlo I d'Angiò nel 1276 ed ebbe da Carlo II d'Angiò i feudi di Patrinio, Castrignano e Casamassella.

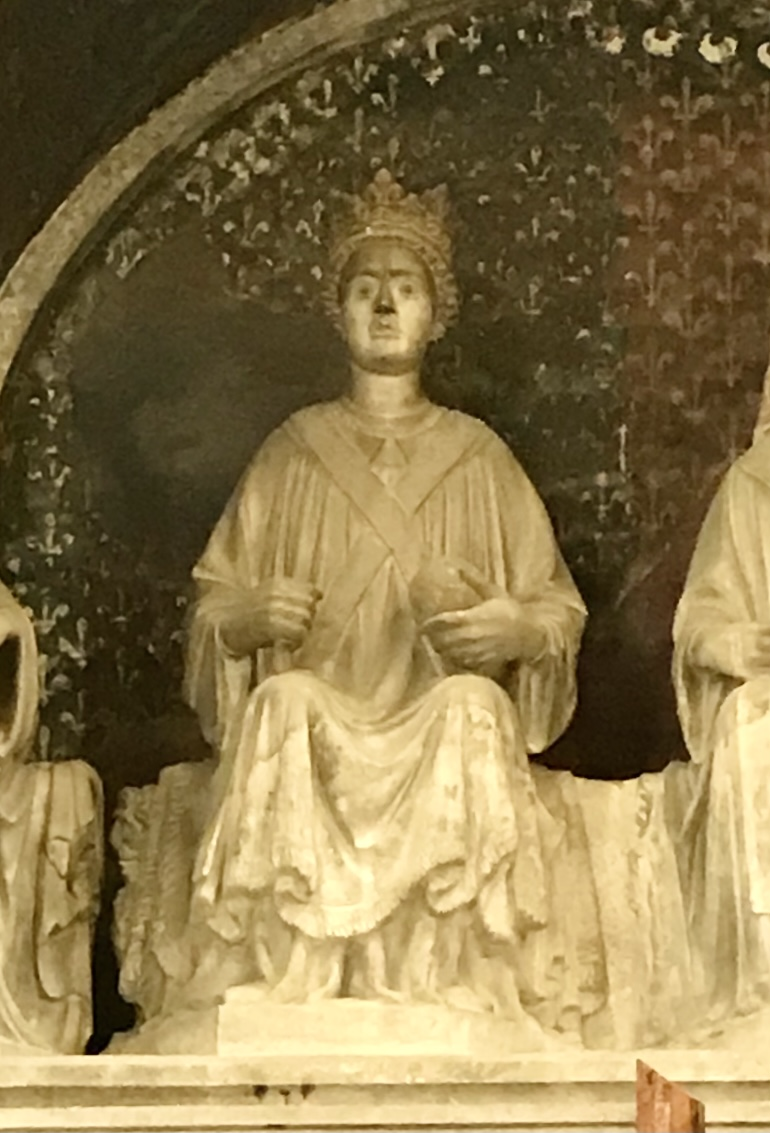
Particolare del monumento funebre a re Ladislao, Andrea Ciccione, Chiesa di San Giovanni a Carbonara, Napoli

## Periodo Brienne
Dopo il 1308, Roggiero Maramonte, al servizio di Gualtieri VI di Brienne, conte di Lecce e Duca di Atene, fu vice duca di Atene e, nel 1311, luogotenente nella guerra contro la compagnia catalana, assunta da Andronico II Paleologo, imperatore bizantino. Sotto Ladislao d'Angiò-Durazzo, re di Napoli dal 1386 al 1414, era "comandante di cavalleria".
Prima del 1343, Gualtieri VI di Brienne mandò 1 000 fanti comandati da Ludovico Maramonte e da Nicola Prato, per presidiare Atene. Ludovico rimase ad Atene fino alla morte di Gualtieri VI di Brienne (19 settembre 1356) consegnando poi il ducato a Giovanna I di Napoli che spedì il capitano Niccolò Acciaiuoli come governatore e vicario.

## Periodo Angiò-Durazzo
Nel 1352 Maramonte di Maramonti, figlio di Giannotto, signore di Cutrufiano, sposò Isabella Antoglietta, che portò in dote il feudo di Matino; Costanza Maramonte, sorella di Maramonte di Maramonti, sposò Filippo Antoglietta (figlio di Nicolò).

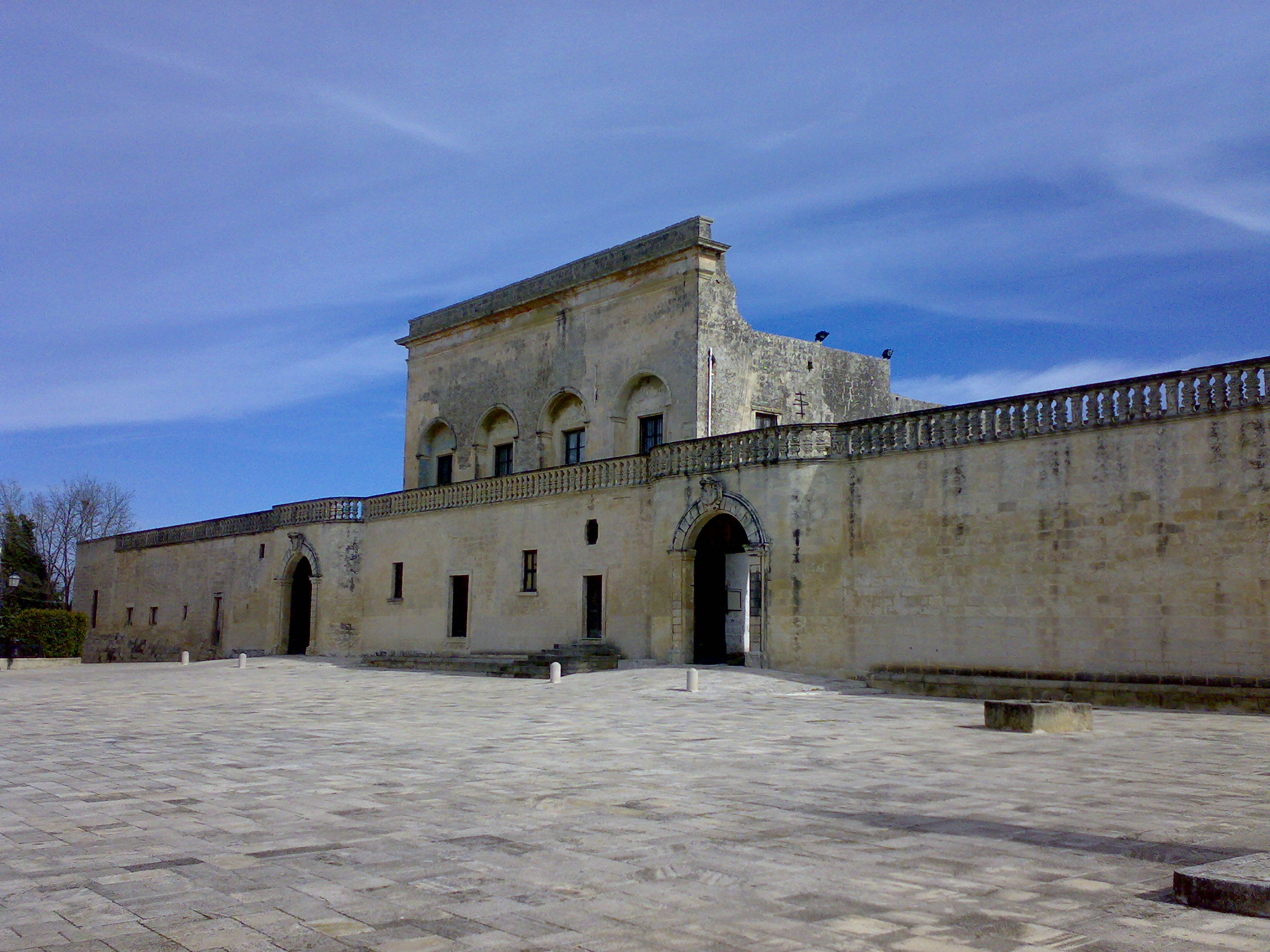
Palazzo Marchesale di Botrugno

Maramonte Maramonti e Isabella Antoglietta ebbero i figli Filippo, Carlo e altri. Mentre Carlo, signore di Campi e di altri feudi, nel 1400 fu ciambellano di re Ladislao d'Angiò-Durazzo, su fratello Filippo, nello stesso anno, era "Cauvaliere Napoletano, consigliere, gran guerriero e maresciallo" di re Ladislao d'Angiò-Durazzo.
Filippo, 1º barone di Botrugno, sposò Maria, figlia di Carlo Thopia, dalla quale ebbe tre figli, di questi si conoscono solo le generalità del secondo figlio, Stefano, che era un cavaliere-capitano al servizio di Balša III, Signore di Zeta; successivamente passò al servizio della Repubblica di Venezia, poi a quello dell'imperatore Sigismondo e a quello del duca di Milano.

## Periodo d'Enghien
Nel 1378, Giovanni d'Enghien, duca di Lecce dal 1375 al 1380, per difendere la città di Lecce contro i brettoni della Compagnia Bianca guidati da John Hawckwood, assoldato da Francesco del Balzo, duca di Andria, nominò Ludovico Maramonte "capitano a guerra" mentre a Nicola Prato con 400 lance affidò il comando del castello della città. Il primo dicembre 1378, nella battaglia nei pressi dell'Abbazia dei Santi Niccolò e Cataldo Francesco del Balzo "fuggì camuffato da frate", mentre Ludovico Maramonte e suo figlio Carlo ritornarono vittoriosi in città "con molti prigionieri, e le nimiche insegne" donandogli alla Chiesa di Sant'Eligio. Ludovico Maramonte viene ricordato nell'omonima via a Lecce.

## Periodo Orsini Del Balzo

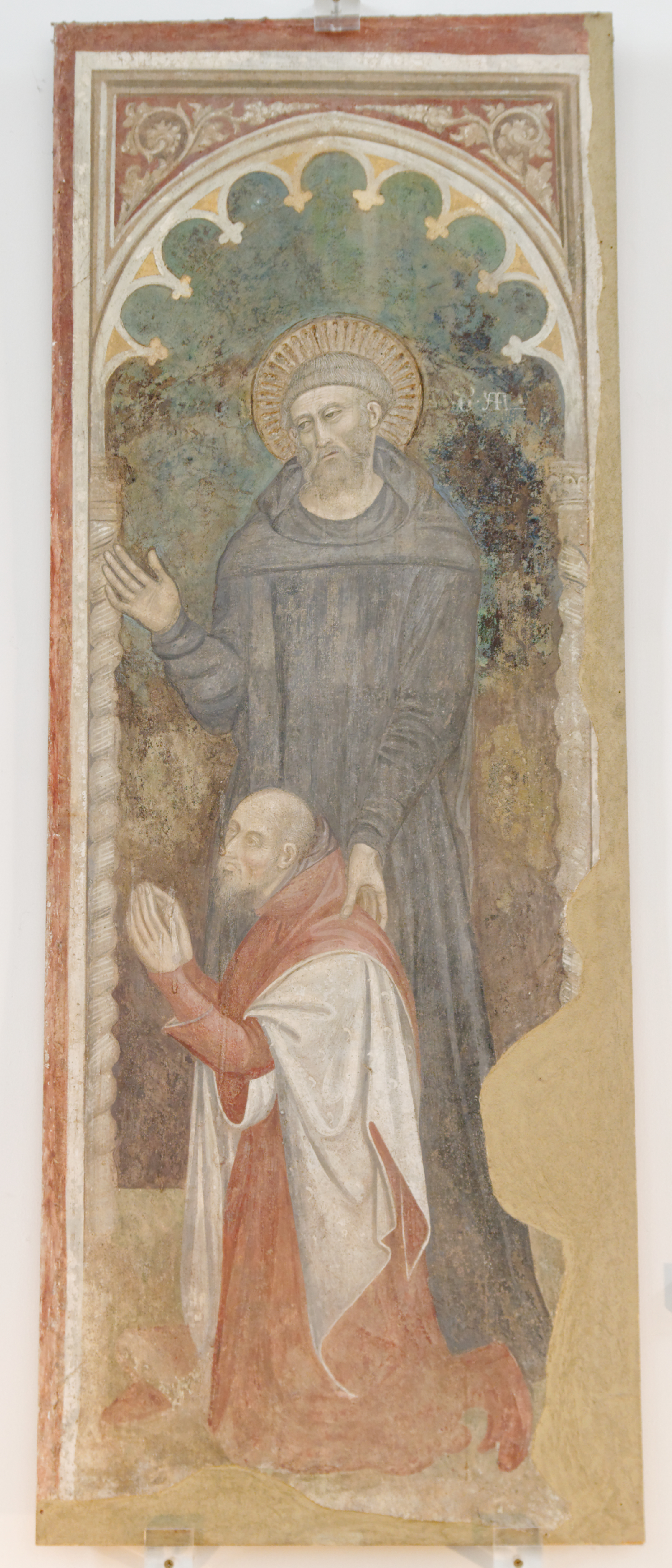
Raimondo Orsini del Balzo in un affresco del Castel Nuovo di Napoli

Tra il 1385 e il 1406, durante il regno del principe di Taranto Raimondo Orsini del Balzo, viene nominato Raffaele Maramonte "capitano di cavalleria".
Nel 1399 si trovarono prigionieri di Raimondo Orsini del Balzo a Nardò Roggiero II Maramonte e suo figlio Gianotto; evidentemente erano di contraria fazione.
Raimondo Orsini del Balzo, il quale nel 1405 si era ribellato a re Ladislao d'Angiò-Durazzo, morì il 17 gennaio 1406 e re Ladislao cercò di impadronirsi del grande Principato di Taranto, assediando la città di Taranto il 14 aprile 1406. Alla vedova di Raimondo, Maria d'Enghien, barricata nella città, vennero in aiuto "i suoi bravi e fedeli Leccesi capitanati da Ludovico e Carlo Maramante". Maria d'Enghien, rendendosi conto che senza aiuti stranieri sarebbe stata costretta a cedere, spedì Niccolò Messana e Roggiero Maramonte, "stretto congiunto di Ludovico Maramonte" dal re di Sicilia, Martino I d'Aragona per ottenere soccorsi. Il re di Sicilia, che accolse la richiesta, mandò sei navi cariche di truppe e altre navi con provviste e munizioni comandate dal Marchese di Crotone. Al momento dello sbarco a Taranto, i soldati caddero in un'imboscata e molti furono massacrati; comunque sia, Ladislao, dopo quasi due mesi di assedio senza grandi risultati dovette interrompere l'assedio.

## Periodo d'Aragona
Nel giugno 1456, Francesco Maramonte, figlio di Landolfo, si recò come inviato di Scanderbeg alla corte del duca di Milano Francesco Sforza, per riferire "della terribile situazione nelle sue [di Scanderbeg] zone e della sua angoscia di fronte al turco". L'8 luglio dello stesso anno, il duca scrisse una lettera ai suoi ambasciatori a Roma e a Napoli per informarli che "il Maramonte si presenterà pure al Papa e al re". Infatti, nel 1666 si recò alla Curia di Roma e il re Ferdinando I di Napoli gli diede il permesso "di recarsi in Albania con 15 cavalli".

## Periodo Asburgo
A fine luglio del 1537, durante la terza guerra turco-veneziana, le truppe ottomane alleate dei francesi, comandate dall'ammiraglio Khayr al-Dīn Barbarossa sbarcarono a Castro (situata a sud di Otranto), che si arrese subito, facendo un gran numero di prigionieri. Alcune delle milizie sbarcate assalirono e devastavano le terre circostanti sino a Racale e Ugento. Fra esse fu il casale di Marittima "abrusciato et spianato". Tricase, assediata, venne liberata da una compagnia di fanti comandata da Spiretto [Spinetto] Maremonte.

## La discendenza

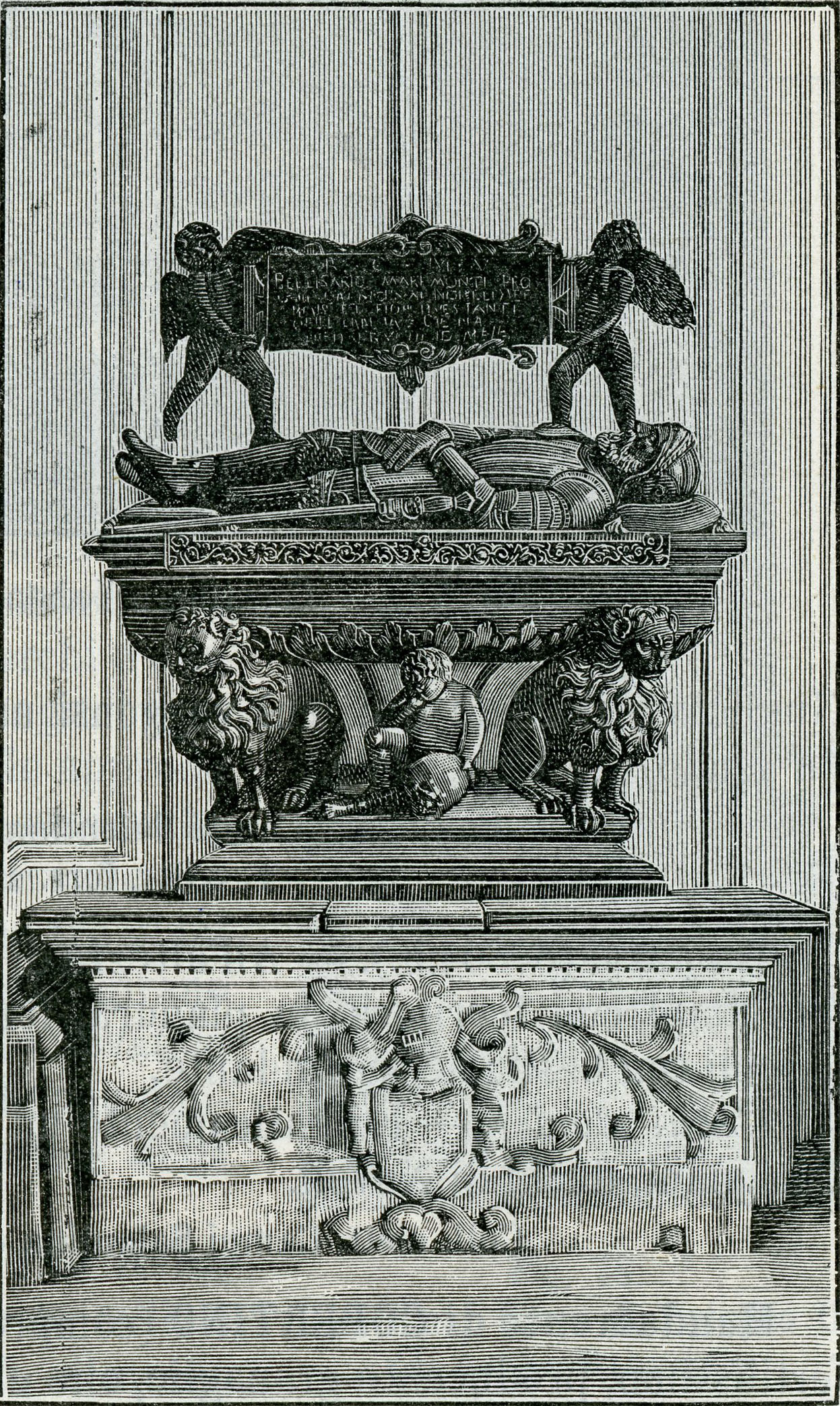
Monumento a Belisario Maramonte nella chiesa di Santa Maria delle Grazie a Campi Salentina

| Roggiero I Maramonte - sp. Margherita, signora di Castrignano de' Greci, Pluzano e Curla di Minorbino. |  | |  | |
| |  | Filippo, armato cavaliere - sp. 1273 Chiarenza della Marra, figlia di Risone I. |  | |
| |  | |  | |
| |  | Roberto - signore di Rocca d'Aspromonte (1272). |  | |
| |  | |  | |
| |  | Roggiero II (figlio naturale), armato cavaliere - sp. Bilancia Capece, baronessa di Campi (1329). |  | |
| |  | |  | |
| |  | |  | Adinuerso - sp. 1345 una figlia di Adamo Visconti che gli portò in dote Puzzardo in Terra d'Otranto.                                                                                        |
| |  | |  | |
| |  | Giovanni (Gianotto; † 24 dicembre 1399), signore di Cutrufiano - sp. Armenia di Luco (* 133… † 1352), signora di Matino. |  | |
| |  | |  | |
| |  | |  | Maramonte di Maramonte - sp. 1352 Isabella Antoglietta (figlia di Nicolò), signora di Matino.                                                                                               |
| |  | |  | |
| |  | |  | Filippo, gran guerriero e maresciallo del regno - sp. Maria Thopia, figlia di Carlo Thopia.                                                                                                 |
| |  | |  | |
| |  | |  | ? - |
| |  | |  | |
| |  | Stefano, cavaliere-capitano, fedele di Alfonso I di Napoli (1438) - sp. Vlajka Castriota. |  | |
| |  | |  | |
| |  | |  | Gojko (conosciuta come Balšić), Signore di Misia, una terra costiera "tra regio inter promontorium Rodoni, Croya et Alessium". - sp. Comita Arianiti.                                       |
| |  | |  | |
| |  | |  | maschio, † in Ungheria. |
| |  | |  | |
| |  | maschio, † in Ungheria. |  | |
| |  | |  | |
| |  | Maria (conosciuta come Maria Balšić) - sp. 1483 Giacomo Alfonso Ferrillo, Conte di Muro Lucano. |  | |
| |  | |  | |
| |  | |  | Beatrice - sp. Ferrante Orsini († 6 dicembre 1549, Napoli), 5º Conte di Gravina in Puglia; alla morte del padre ereditò il contado di Muro con Acerenza ecc.                                |
| |  | |  | |
| |  | |  | Giannicola, detto Conte di Matera, Nobile Romano e Patrizio Napoletano - sp. sua zia Isabella Ferrillo, figlia ed erede di Giovanni Alfonso Conte di Muro Lucano ecc. e di Maria Balšić.    |
| |  | |  | |
| |  | Livia - sp. Jacopo Vitelli, Signore di Amatrice. |  | |
| |  | |  | |
| |  | Giovanna - sp. Ludovico IV Martino di Capua, 10º Conte d’Altavilla. |  | |
| |  | |  | |
| |  | Antonio (+ 1553), 6º Duca di Gravina, 2º Conte di Matera, Signore di Sant’Agata, Vaglio, Ruoti, Spinazzola e Acerenza - sp. Felicia Sanseverino d’Aragona, figlia di Pietro Antonio, 4º Principe di Bisignano e di Giulia Orsini dei Signori di Bracciano. |  | |
| |  | |  | |
| |  | |  | ... |
| |  | |  | |
| |  | Flavio († Napoli 17 luglio 1581), Vescovo di Muro Lucano dal 1560. |  | |
| |  | |  | |
| |  | Ostilio (* 1543; † 1579), Signore di Solofra dal 1558 - sp. 1° Eleonora (o Dianora) Caracciolo, figlia di Ferdinando, 1º Duca di Feroleto; 2° Diana del Tufo, figlia di Paolo, Barone di Vallata e Vietri.                                                 |  | |
| |  | |  | |
| |  | |  | ... |
| |  | |  | |
| |  | Virginio († testamento: 1º marzo 1573), Signore di Montelibretti - sp. 1° Ersilia Orsini, figlia di Ludovico, 7º Conte di Pitigliano; 2° Giovanna Caetani, figlia di Bonifazio I, 4º Duca di Sermoneta                                                     |  | |
| |  | |  | |
| |  | |  | ... |
| |  | |  | |
| |  | Flaminio († 29 gennaio 1582), autorizzato a comprare Muro Lucano e Solofro dalla madre con Regio Assenso dato a Madrid il 4 marzo 1580 - sp. Lucrezia del Tufo, figlia di Paolo, 1º Barone di Vallata.                                                     |  | |
| |  | |  | |
| |  | |  | ... |
| |  | |  | |
| |  | Caterina - sp. Alfonso II de Cardenas, 4º Marchese di Laino. |  | |
| |  | |  | |
| |  | Francesco († post 1571), capitano nelle truppe pontificie alla battaglia di Lepanto (1571). |  | |
| |  | |  | |
| |  | Emilia. |  | |
| |  | |  | |
| |  | Maria. |  | |
| |  | |  | |
| |  | Giustiniana. |  | |
| |  | |  | |
| |  | Giacoma (naturale) - Giacomo Caldora. |  | |
| |  | |  | |
| |  | Isabella († Conza, 1571) - sp. 1° Giannicola Orsini (suo nipote); 2° 4532 Luigi IV Gesualdo, Conte di Conza, Principe di Venosa. |  | |
| |  | |  | |
| |  | |  | Sveva o Severa (* Napoli 1535; † Napoli 22 febbraio 1603) - sp. 1° 1554 Pietro Antonio Carafa dei Conti di Policastro; 2° 1559 Carlo d’Avalos d’Aquino d’Aragona, Principe di Montesarchio. |
| |  | |  | |
| |  | Fabrizio II, 2º Principe di Venosa - sp. 1562 Geronima Borromeo, figlia di Giberto. |  | |
| |  | |  | |
| |  | |  | ... |
| |  | |  | |
| |  | Alfonso, Cardinale di Santa Romana Chiesa dell’Ordine dei Diaconi nel Concistoro dal 26 febbraio 1561. |  | |
| |  | |  | |
| |  | Maria (* Napoli 1541, † Vico del Gargano 1593) |  | |
| |  | |  | |
| |  | Carlo, cavaliere dell’Ordine di Malta (* Napoli 1543, † Napoli ? aprile 1566). |  | |
| |  | |  | |
| |  | Giulio, 1º Barone di Palomonte dal 1575. |  | |
| |  | |  | |
| |  | Costanza (* Napoli 1547, † Gravina 1605) - sp. 1572 Ferdinando II Orsini, 7º Duca di Gravina. |  | |
| |  | |  | |
| |  | |  | ... |
| |  | |  | |
| |  | Ivan (alb. Gjon) Strez (conosciuta come Balšić; † dopo il 24 marzo 1469), Signore di Misia, una terra costiera "tra regio inter promontorium Rodoni, Croya et Alessium".                                                                                   |  | |
| |  | |  | |
| |  | ? - |  | |
| |  | |  | |
| |  | Carlo († prima del 1410), signore di Campi e ciambellano di re Ladislao d'Angiò-Durazzo - sp. Cizzola della Marra, figlia di Gianotto, signore di Racle.                                                                                                   |  | |
| |  | |  | |
| |  | |  | Raffaele I, signore di Campi, Castromanno, Cursa e Minorbino dal 1410. |
| |  | |  | |
| |  | |  | Carlo, Signore di Apre, Bagnera e Agliolo - sp. Antonia. |
| |  | |  | |
| |  | Filippo Antonio, 1º barone di Campi "cum feudis Balneariae, Aglioli, Afrae, Firmiliani" dal 20 maggio 1476 - sp. Maria dell'Acaia |  | |
| |  | |  | |
| |  | |  | Belisario, "armis et fide" († 1403) - sp. Giulia Paladina, figlia di Luigi |
| |  | |  | |
| |  | |  | Giovanna. |
| |  | |  | |
| |  | Berardino. - sp. Isabella Sanseverino, figlia di Sansone, Signore di Nucara |  | |
| |  | |  | |
| |  | Stefano - sp. Cizzala della Marra (probabilmente cognata vedova) |  | |
| |  | |  | |
| |  | |  | Tommaso - sp. Adriana Saraceno. |
| |  | |  | |
| |  | |  | Antonia. |
| |  | |  | |
| |  | Giovanni Battista. |  | |
| |  | |  | |
| |  | (forse anche) Landolfo, cavaliere napolitano, "famigli" di re Ladislao d'Angiò-Durazzo e castellano di Lucera. |  | |
| |  | |  | |
| |  | |  | Raffaele II - sp. Audisia Capece. |
| |  | |  | |
| |  | Carlo - sp. 1463 Porzia Antoglietta. |  | |
| |  | |  | |
| |  | Francesco, cavaliere e ambasciatore di Giorgio Castriota Scanderbeg (1466). |  | |
| |  | |  | |
| |  | Costanza - sp. Filippo Antoglietta, figlio di Nicolò |  | |
| |  | |  | |
| |  | Sibilia. |  | |
| |  | |  | |
| |  | Jacopa. |  | |
| |  | |  | |
| |  | Euena. |  | |
| |  | |  | |
| |  | Sveva |  | |
| |  | |  | |
| |  | Tommaso. |  | |
| |  | |  | |
| |  | Simone (figlio naturale), signore di Cuma, adiutore di Simone del Tufo alla difesa dei mari in Terra di Lavoro, Principato e Abruzzo. |  | |
| |  | |  | |
| |  | Adimaro (figlio naturale; † prima del 1312), Signor d'Atena - sp. Margherita Corbano, figlia di Amelio, signore di Corbano. |  | |
| |  | |  | |
| |  | |  | Ludovico, al servizio di Gualtieri VI di Brienne ad Atene (1343 ca.), signore di Andrano, Castiglione, Puzzano, Soranello, Orsella, Castromanno de' Greci - sp. ?                           |
| |  | |  | |
| |  | |  | Margherita - sp. Ricciardo Caracciolo, detto Ugot |
| |  | |  | |

## Luoghi e architetture
- Le vie dedicate a Ludovico Maramonte (Lecce) e a Belisario Maremonti (Campi Salentina).
- Il Palazzo marchesale di Botrugno, molto probabilmente venne costruito dai Maramonte nel 1500 e restaurato dai Branai Castriota nel 1725.
- Il Palazzo Maramonte di Cursi, con molta probabilità, fu costruito dal barone Filippo Antonio Maramonte verso la seconda metà del secolo XV.
- Il monumento sepolcrale cinquecentesco in onore di Belisario Maramonte, 2º barone di Campi Salentina nella Chiesa di Santa Maria delle Grazie.[56]
- Il monumento sepolcrale in onore di Raffaele Maramonte nella chiesa della Madonna di Costantinopoli di Botrugno.[57]